# Cantonul Cahors-Nord-Ouest
Cantonul Cahors-Nord-Ouest este un canton din arondismentul Cahors, departamentul Lot, regiunea Midi-Pyrénées, Franța.

## Comune
- Cahors (parțial, reședință)
- Espère
- Mercuès
- Pradines